# Todd Barkan
Todd Barkan (Lincoln, 13 augustus 1946) is een Amerikaanse jazzpianist, -percussionist, producent en manager.

## Biografie
Barkan voltooide het Oberlin College in Ohio en kwam in 1967 naar San Francisco, waar hij vervolgens als pianist ging werken in bluesbars. Van 1972 tot 1983 was hij eigenaar, manager en programma-ontwerper van de daar zijnde Keystone Korner, die hij ombouwde tot een jazzclub, die spoedig internationale erkenning kreeg. Daar produceerde hij enkele opnamen van artiesten als Red Garland, Dexter Gordon, Roy Haynes, Art Pepper, Rahsaan Roland Kirk en Bill Evans. Bij Kirks albums Bright Moments (1973) en Kirkatron (1975) werkte hij ook mee als percussionist.
Vanaf 1983 was hij daarna werkzaam voor de labels Milestone, Prestige, Fantasy, Blue Note Records en CBS Records/Sony Records. Hij produceerde o.a. albums van de Toshiko Akiyoshi-Lew Tabackin Big Band, van Freddy Cole, Jerry Gonzalez, Freddie Hubbard, Joe Locke, Jimmy Scott, Ian Shaw, Grover Washington jr., Barney Wilen en Denny Zeitlin. In 2000 bewerkte hij voor Milestone op acht cd's de laatste liveopnamen van Bill Evans uit de Keystone Korner (The Last Waltz - His Final Recordings). Tussen 1985 en 1990 was hij ook manager van het Boys Choir of Harlem. Sinds de opening in 2004 is hij programma-ontwerper van de New Yorkse Dizzy's Club Coca Cola, waar hij ook albums produceerde voor de Japanse markt. In 2010 leidde hij het Dizzy’s Club Coca Cola Festival. Vanaf 2013 organiseerde hij jazzconcerten in de New Yorkse jazzclub Iridium. In 2019 richtte hij in Baltimore een jazzlokaal op, dat ook de naam Keystone Korner draagt.
- Bibsys: 7002798
- Bibliothèque nationale de France: cb13936167r (data)
- International Standard Name Identifier: 0000 0001 1930 2840
- Library of Congress Control Number: no2002098783
- Virtual International Authority File: 208149196480274791707